# Jens Juel Ahlefeldt-Laurvig
Jens Juel greve Ahlefeldt-Laurvig(en) (født 10. juni 1764 på Bjørnemose, død 20. november 1794 i Slesvig by) var en dansk politisk forfatter, bror til Frederik Ahlefeldt-Laurvig.
Han var søn af generalmajor, greve Christian Ahlefeldt-Laurvig (1732-1791) og Elisabeth Juel (1742-1803) og fødtes på den fynske herregård Bjørnemose. Han levede uden embedsstilling, sysselsat med politiske og litterære studier. Han døde i Slesvig 20. november 1794, altså kun 30 år gammel. Han ægtede 1788 Sophie Dorothea Hedemann (d. 17. februar 1820) og blev fader til Frantz Vilhelm Ferdinand Ahlefeldt-Laurvig.
Begavet med levende politisk sans, blev han som så mange her hjemme stærkt grebet af de ideer om den rette ordning af stat og samfund, som det 18. århundredes oplysningslitteratur og derefter Den franske Revolution satte i bevægelse. Flere mindre skrifter, som han udgav på tysk, men som tillige blev oversat til dansk, vidner derom. Det i 1791 udgivne arbejde Hingeworfene Gedanken über Regierung viser ham som en tilhænger af den oplyste enevælde med tanken om betydningen af pressefrihed, offentlighed i finansstyrelsen, standslighed og ophævelse af privilegievæsenet, ligesom han havde stærk sans for at hæve landalmuen. I andre småskrifter (se Rasmus Nyerups Lit. Lex.) fører han snart ordet for et nøje forsvarsforbund imellem de skandinaviske stater, snart fremhæver han betydningen af almindelig værnepligt og af at vende tilbage til simple, enkle sæder.